# Дифосфид вольфрама
Дифосфид вольфрама — неорганическое соединение металла вольфрама и фосфора с формулой WP2,
чёрные кристаллы,
нерастворимые в воде.

## Получение
- Реакция красного фосфора и порошкообразного вольфрама:

{\displaystyle {\mathsf {W+2P\ {\xrightarrow {700-950^{o}C}}\ WP_{2}}}}
- Действие фосфина на хлорид вольфрама(VI):

{\displaystyle {\mathsf {WCl_{6}+2PH_{3}\ {\xrightarrow {250-450^{o}C}}\ WP_{2}+6HCl}}}
- Восстановление оксида вольфрама(VI) фосфором:

{\displaystyle {\mathsf {5WO_{3}+16P\ {\xrightarrow {550^{o}C}}\ 5WP_{2}+3P_{2}O_{5}}}}

## Физические свойства
Дифосфид вольфрама образует чёрные кристаллы,
плохо растворимые в воде, этаноле, диэтиловом эфире.